# شیر اروپایی
شیر اروپایی یک جمعیت از شیر مربوط به دور هولوسن بوده که روزگاری در جنوب اروپا زیست می‌کرده‌است. این جمعیت از طریق سنگواره‌هایی که در مجارستان و اطراف دریای سیاه یافت شده به همراه نگاره‌ها، نقش‌برجسته‌ها و تندیس‌هایی که در آثار باستانی از آن به جا مانده شناخته می‌شود.
بر پایه نوشته‌های هرودوت شیرها در شمال یونان و بالکان بومی بوده‌اند. این موقعیت جغرافیایی سبب می‌شد که شیر اروپایی شمالی‌ترین جمعیت شیر تا پیش از انقراضش باشد. رژیم غذایی شیرهای اروپایی شامل اروخص، مرال، گراز، تارپان و دیگر گیاه‌خواران بزرگ ساکن اروپا می‌شد.
واپسین شیرهای جنوب اروپا تا حدود سده ۱ پیش از میلاد به بقای خود ادامه دادند و آخرین شیرهای ساکن اروپا در فراقفقاز تا سده ۱۰ میلادی به انقراض کشیده شدند.

## طبقه‌بندی
جمعیت شیر اروپایی اغلب به عنوان بخشی از شیرهای ایرانی (Panthera leo persica) در نظر گرفته می‌شود ولی عده‌ای نیز آن را زیرگونه‌ای جدا می‌دانند. این احتمال نیز وجود دارد که این شیرها باقی‌مانده شیرهای غارنشین (Panthera leo spelaea) بوده باشند. با این حال این احتمال بعید به نظر می‌رسد. چرا که در تمام تصاویر باستانی شیر اروپایی نر با یال‌هایی پرپشت ترسیم شده در حالی که در غارنگاره‌های موجود از شیر غارنشین جنس نر آن را بی‌یال نشان می‌دهند. احتمال دیگر آن است که منشأ شیر اروپایی به جمعیتی از شیر بازمی‌گردد که در اوایل هولوسن از آفریقا به اروپا مهاجرت کرده‌اند. اینکه شیر اروپایی در اثر رقابت با شیر غارنشین جایگزین آن شده یا پس از انقراضش وارد اروپا شده مورد ابهام است.
یک پژوهش ژنتیکی که توسط آی‌یوسی‌ان در سال ۲۰۱۷ انجام شد جمعیت باقی‌مانده شیر در هند و مرکز آفریقا را همراه جمعیت‌هایی که به صورت تاریخی در شمال آفریقا، جنوب آسیا، غرب آسیا و جنوب اروپا می‌زیستند را در یک زیرگونه (Panthera leo leo) طبقه‌بندی کرد.

## ویژگی‌ها
بسیاری از تصاویر ترسیم شده باستانی نشان می‌دهند که شیرهای ساکن بالکان دارای گستره یال محدودی بودند و یال آن‌ها به نقاط جانبی بدن و زیر شکم امتداد نمی‌یافت. این در حالی است که شیرهای فراقفقاز تمام این ویژگی‌ها را دارا بودند.

## پراکندگی
کهن‌ترین سنگواره منسوب به شیر اروپایی در باسک یافت شده که مربوط به عهد شمالگون و حدود ۹۶۰۰ تا ۷۰۰۰ سال پیش از میلاد است. تردید وجود دارد که این سنگواره واقعاً متعلق به نسل شیر امروزی است یا صرفاً بقایای جوان‌تر نسل شیر غارنشین محسوب می‌شود. یک قطعه دندان شیر مربوط به عصر نوسنگی و عهد اطلسی در کارانوو بلغارستان پیدا شده و قدمت آن ۶۰۰۰ سال پیش از میلاد تخمین زده می‌شود. یک نمونه استخوان دست شیر نیز که در فیلیپی یونان یافت شده نشان می‌دهد که شیرها برای اولین بار حدود ۶۵۰۰ تا ۶۰۰۰ سال پیش از میلاد در یونان ظاهر شدند. قطعات استخوان شیر اروپایی در مجارستان و منطقه دریای سیاه اوکراین حدود ۵۵۰۰ تا ۳۰۰۰ سال پیش از میلاد قدمت دارند. بقایای شیرها در آلبانی، رومانی و بخش اروپایی ترکیه نیز یافت شده‌است.

## در فرهنگ

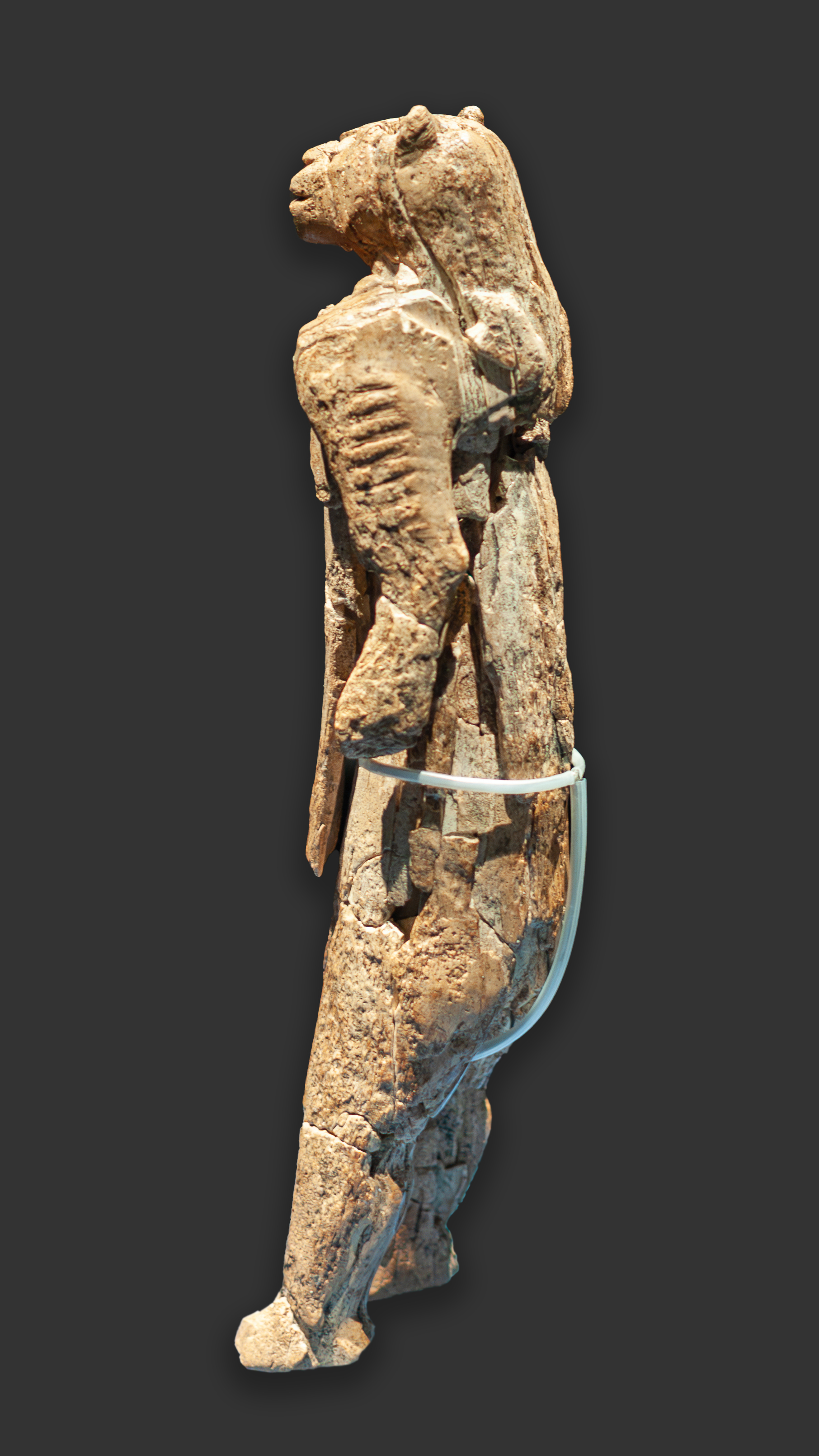
مجسمه شیر مرد که در غار هولشتاین اشنایدر کشف شده‌است، آلمان

شیرها در اساطیر یونان باستان حضور داشتند و از جمله حضور آن‌ها می‌توان به افسانه شیر نیمیایی که جانوری با قدرت‌های فراطبیعی بود اشاره کرد. هومر در اشعار خود ۴۵ بار از شیرها یاد می‌کند که این می‌تواند نشانه تجربه شخصی او در آسیای صغیر باشد. هرودوت می‌نویسد که شیرها میان رود ایچلس و نستوس زندگی می‌کردند و در آکانتوس و ترمی فراوان بودند. هنگامی که خشایارشا و سپاهیانش در حدود سال ۴۸۰ پیش از میلاد در حال گذر از مقدونیه بودند شترهای سربازان مورد حمله شیرها قرار گرفتند. گزنفون در حدود سال ۴۰۰ پیش از میلاد به شکار شیر در کوه کرتیاتیس، پانگایو و پیندوس اشاره کرده‌است. ارسطو در توضیحاتی پیرامون پراکندگی، رفتار، تولیدمثل و کالبدشناسی شیرها می‌نویسد که تعداد شیرها در شمال آفریقا بیش از اروپا است و شیرها در نزدیکی شهرها زیست می‌کنند اما فقط در مواردی که پیر هستند یا به دلیل مشکلات دندان قادر به شکار جانوران قوی نیستند به انسان حمله می‌کنند. پلینیوس رومی نیز می‌نویسد که شیرهایی که در اروپا زندگی می‌کردند نسبت به همتایان خود در سوریه و آفریقا تنومندتر بودند.
در روم باستان از شیرهای بربری برای ورزش خونین و از شیرهای یونانی برای نمایش جنگ با گلادیاتورها استفاده می‌کردند.

## نگارخانه

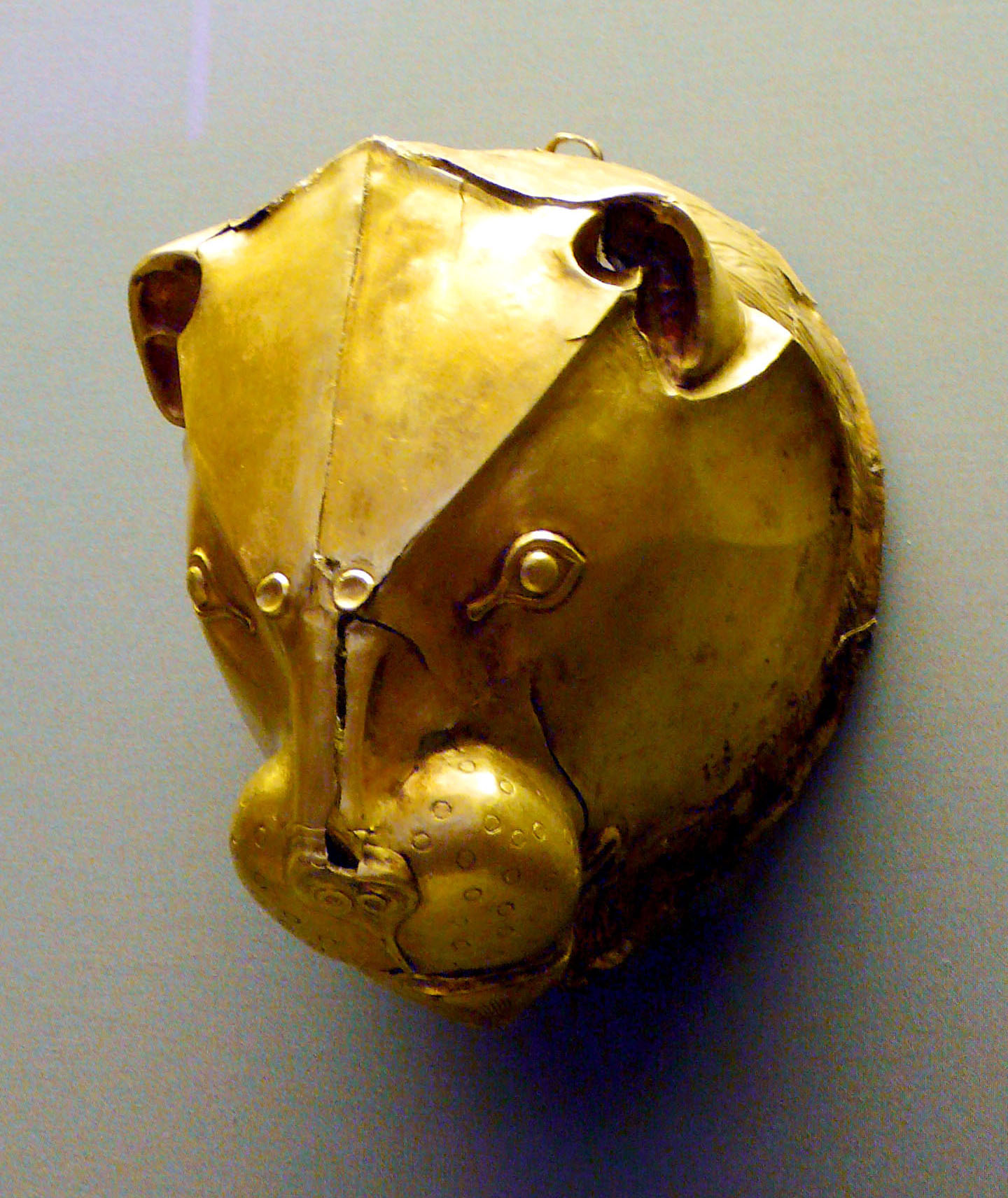
تکوک طلایی به شکل سر شیر، یافت شده در موکنای و متعلق به سده ۱۶ پیش از میلاد
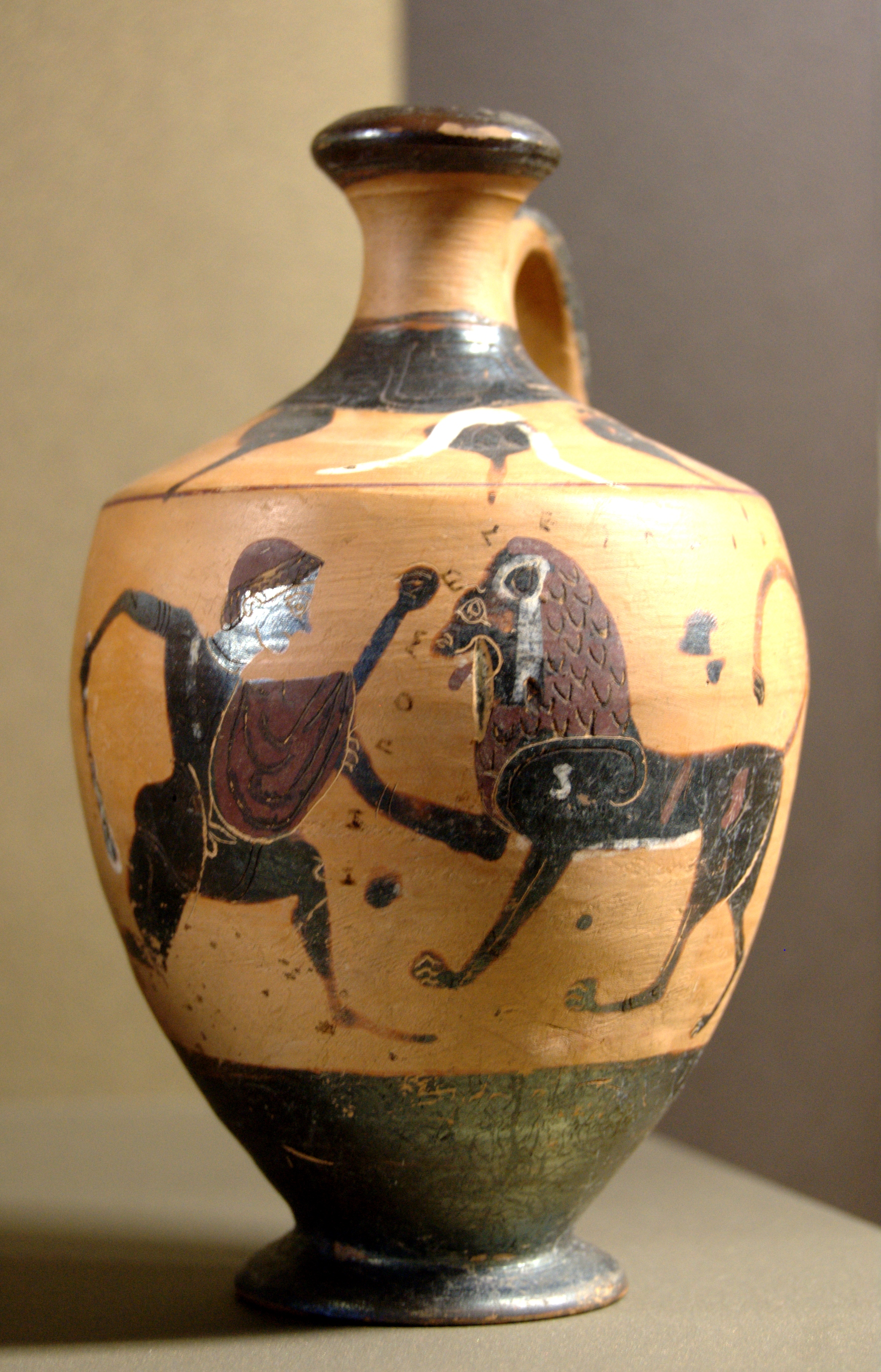
کوزه سرامیکی با نقش مبارزه هرکول و شیر نیمیایی مربوط به سده ۶ پیش از میلاد، بویوتیا، یونان
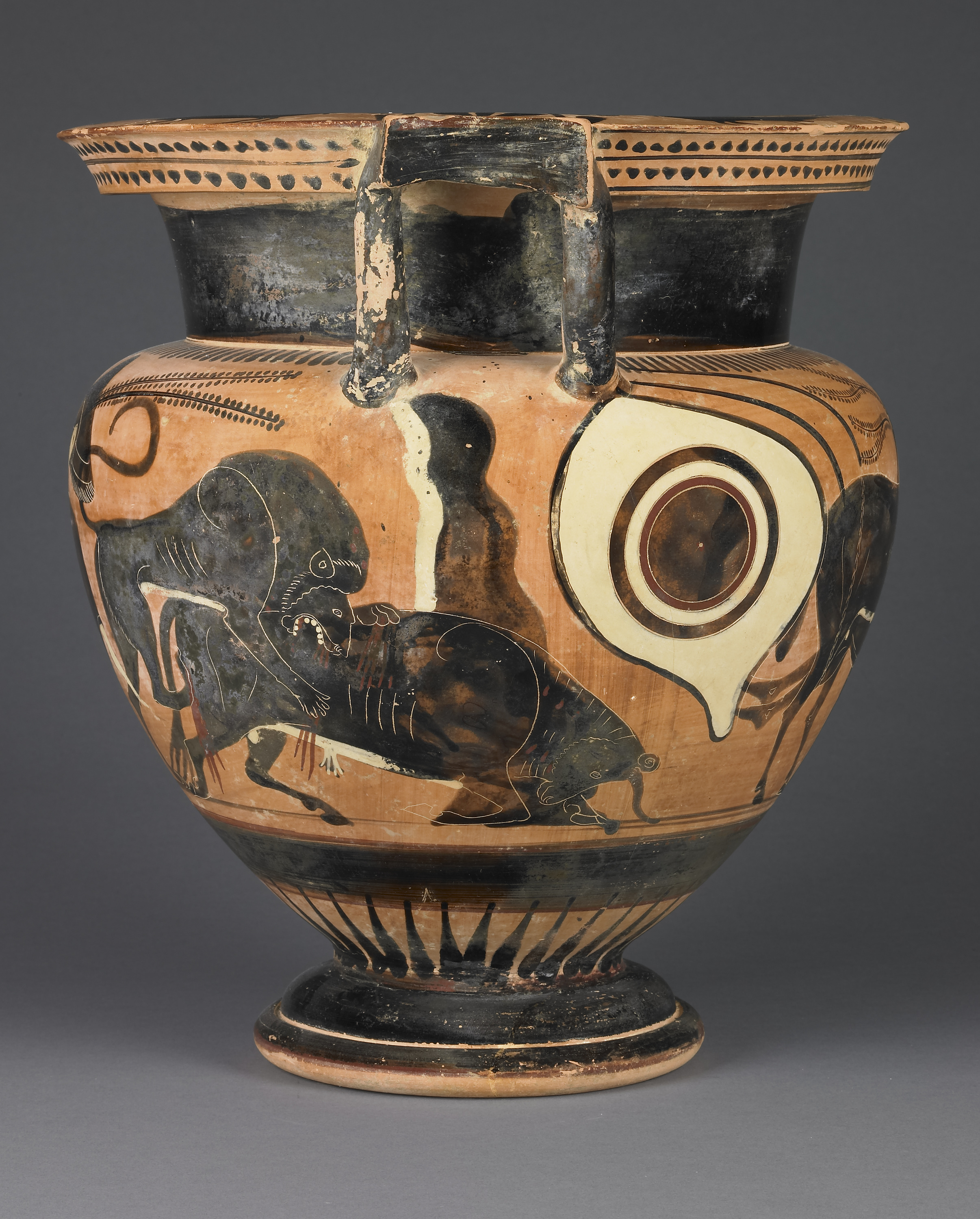
کوزه سفالی با نقش حمله شیر به اروخص مربوط به سده ۶ پیش از میلاد، آتن، یونان
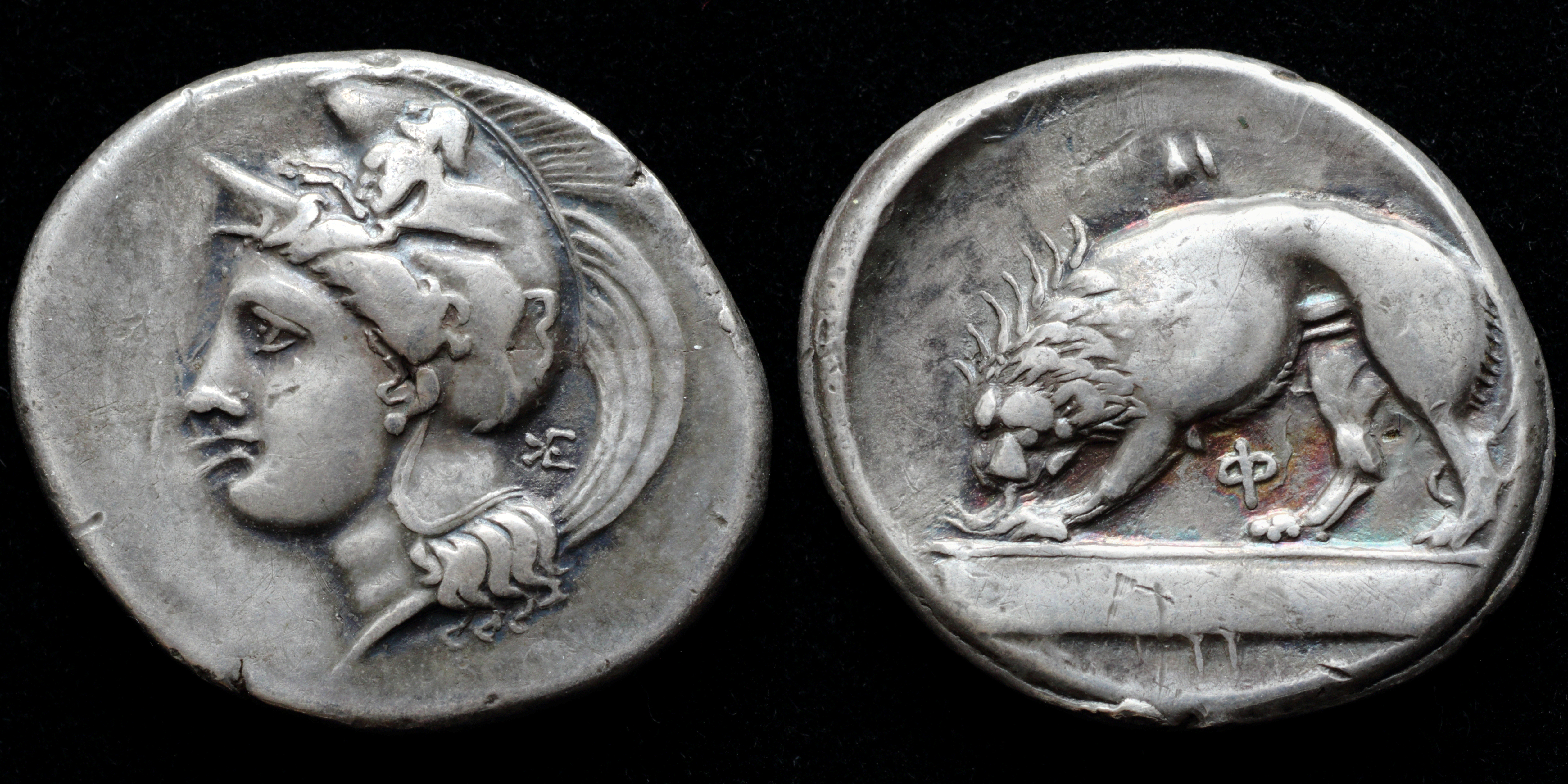
استاتر ضرب شده در الئا متعلق به سال‌های ۳۳۴ تا ۳۰۰ پیش از میلاد، دارای نقش آتنا با کلاهخود تزئین شده با سانتور و نقش شیری در حال خوردن
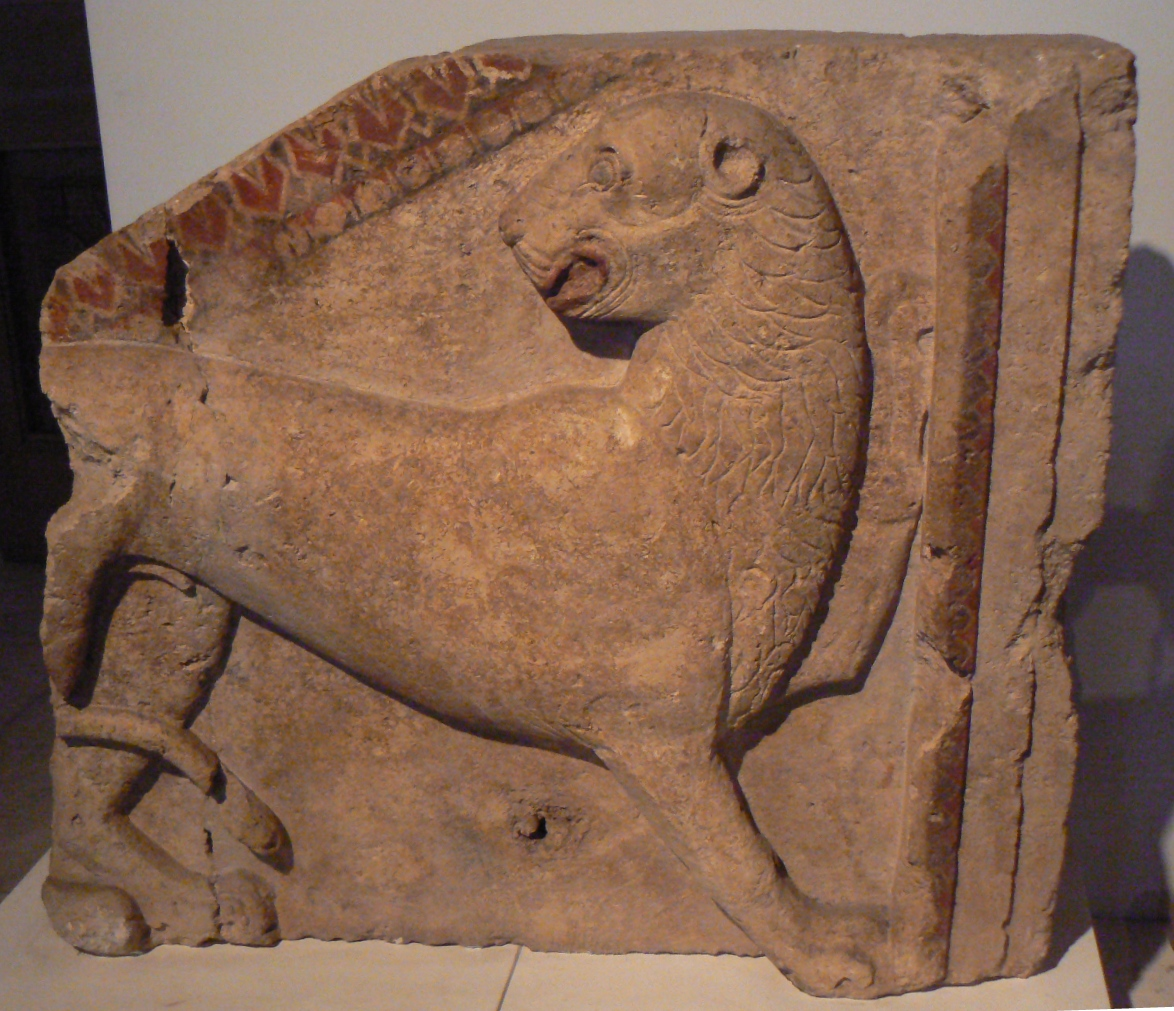
نقش‌برجسته شیر مربوط به سده ۵ پیش از میلاد، استرلچا، بلغارستان